# Alfred Guillard
Pour les articles homonymes, voir Guillard.
Alfred Guillard né à Caen le 17 février 1810 et mort dans la même ville le 16 novembre 1880 est un peintre et un conservateur de musée français.

## Biographie
Fils du gardien de l'école de musique de Caen, Alfred Guillard est un élève d'Antoine-Jean Gros. Il expose au Salon de 1842 à 1850. Il y présente Le Testament de Guillaume le Conquérant en 1848 et La Reine Matilde travaille à la tapisserie de Bayeux en 1849. En 1841, il devient titulaire des cours de dessin à l'école municipale des beaux-arts de Caen.
Des œuvres de Guillard ont été détruites au cours de la Seconde Guerre mondiale sous les bombardements de Caen.
Edgar Degas possédait deux de ses toiles.

### Style
La peinture d'Alfred Guillard est de style troubadour, mais relève aussi des compositions du Pérugin.

### Directeur du musée des Beaux-Arts de Caen
Alfred Guillard succède au peintre et caricaturiste caennais Henri Elouis (1755-1840) à la direction du musée des Beaux-Arts de Caen. De 1841 à 1880, il achète pour les collections du musée une centaine de toiles, parmi lesquelles trois peintures de François Boucher, une vingtaine d'œuvres de Théodore Gudin et une toile de Pierre Mignard.
En 1872, le libraire de Caen Bernard Mancel donne au musée des œuvres acquises à Rome en 1845, provenant de ventes des collections du cardinal Joseph Fesch, oncle de Napoléon Ier. Il s'agit d'environ 50 000 œuvres d'art, dont des gravures d'Albrecht Dürer, de Rembrandt et de Jacques Callot, d'une trentaine de toiles, dont le Mariage de la Vierge de Pietro Perugino, la Tentation de saint Antoine de Véronèse et une Vierge à l'Enfant de Rogier van der Weyden qui fait partie d'une diptyque contenant un portrait.
En 1873, la famille du colonel et peintre Jérôme-Martin Langlois donne au musée des Beaux-Arts de Caen un fonds de 256 de ses scènes de batailles. En 1888, une grande partie de ces toiles seront déposées au musée du Colonel-Langlois à Beaumont-en-Auge.

## Œuvres
- Musée des Beaux-Arts de Caen :
  - Étude de torse, œuvre disparue ;
  - Testament de Guillaume le Conquérant ;
  - Portrait du roi Louis-Philippe 1er, œuvre disparue ;
  - Portrait de Malherbe ;
  - La Justice et la Vengeance poursuivant le Crime, d'après Pierre Paul Prud'hon, œuvre disparue ;
  - Melchisedèc, œuvre disparue ;
  - Un ange, œuvre disparue ;
  - Cheval dévoré par les loups, œuvre disparue ;
  - Portrait d'Henri Elouis, œuvre disparue.

- Bayeux, Musée d'Art et d'Histoire Baron-Gérard
  - La Reine Mathilde travaillant à la Telle du Conquest, 1848

- Portrait de Teresa Milanollo (1827-1904), gravure.

## Publication
- Georges Mancel, Alfred Guillard et Xénophon Hellouin, Catalogue des tableaux composant le musée de Caen : précédé d'une notice historique, Caen, impr. de E. Valin, 1891.